# Huvisaari (ö i Mellersta Finland)
Huvisaari är en ö i sjön Ruokosjärvi och i kommunen Keuru i landskapet Mellersta Finland, i Finland, 230 km norr om huvudstaden Helsingfors. Öns area är 0,8 hektar och dess största längd är 160 meter i sydöst-nordvästlig riktning. Ön är den största egentliga ön i sjön emedan den största är försedd med en vägbank.